# Milíčovice

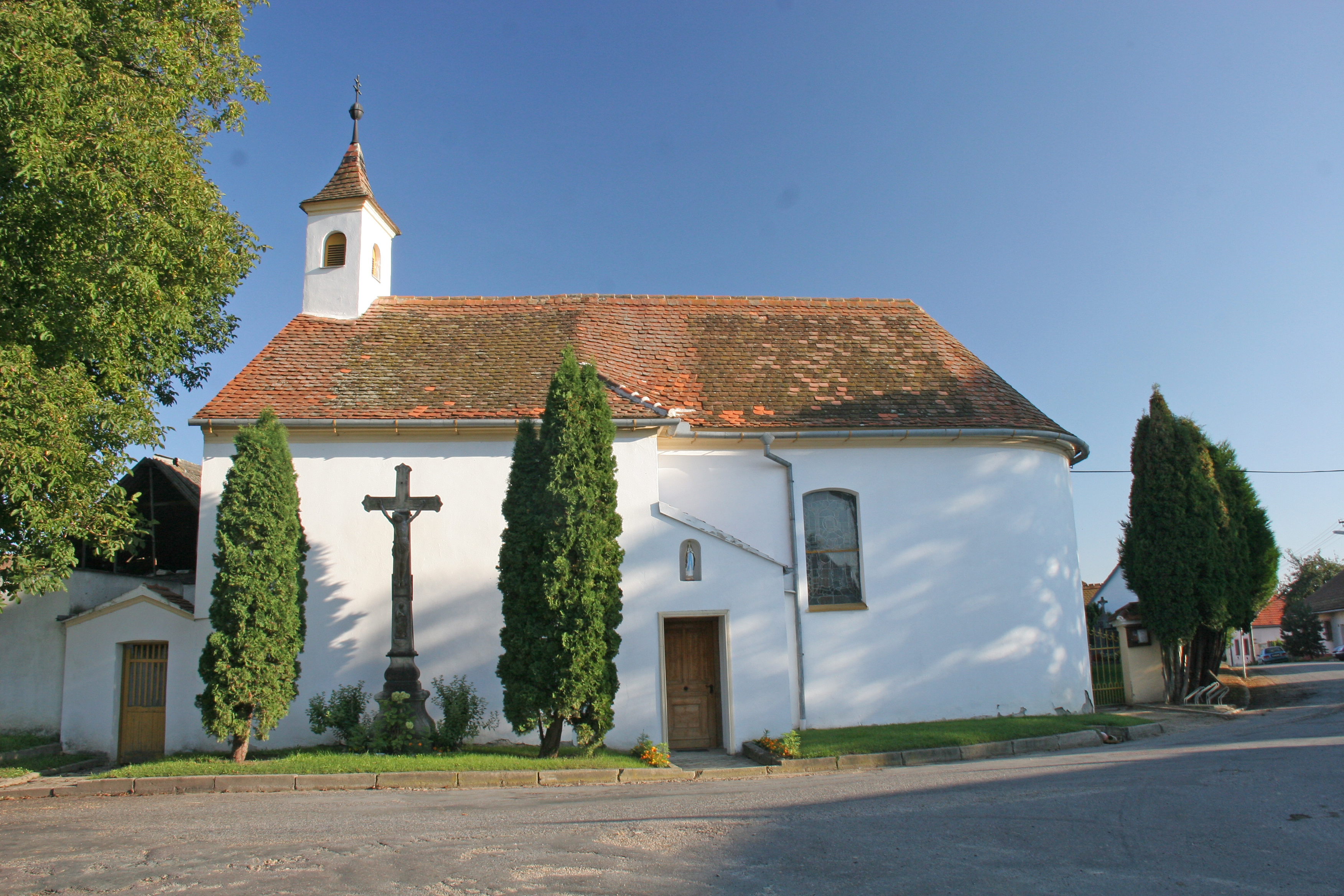
Kirche Mariä Himmelfahrt

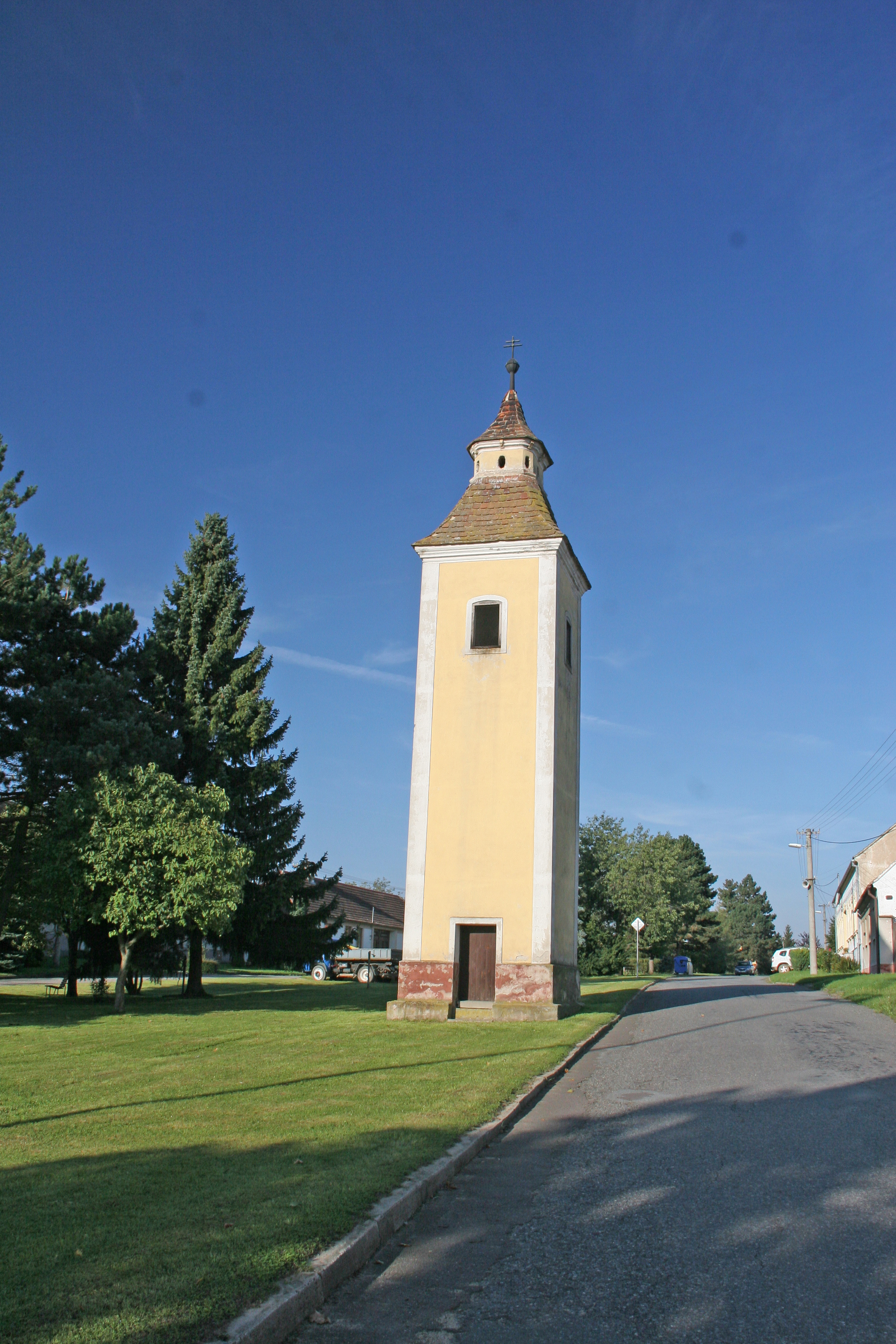
Glockenturm

Milíčovice (deutsch Milleschitz) ist eine  Gemeinde in Tschechien. Sie liegt zehn Kilometer nordwestlich von Znojmo und gehört zum Okres Znojmo.

## Geographie
Milíčovice befindet sich rechtsseitig des Baches Mramotický potok in der Citonická plošina (Edmitzer Ebene). Nordwestlich des Dorfes liegt der Teich Vracovický rybník. Am südlichen Ortsrand verläuft die Staatsstraße II/408 zwischen Přímětice und Šumná.
Nachbarorte sind Pavlice, Vranovská Ves, Hostěrádky und Olbramkostel im Norden, Žerůtky und Mramotice im Nordosten, Kasárna und Přímětice im Osten, Citonice und Bezkov im Südosten, Podmolí im Süden, Lukov und Čížov im Südwesten, Horní Břečkov im Westen sowie Lesná und Vracovice im Nordwesten.

## Geschichte
Die erste urkundliche Erwähnung von Miloschowiecz erfolgte 1349 als Besitz der Herren von Weitmühl auf Žerotice. Kurz darauf wurde das Dorf an die Burg Schenkenberg angeschlossen. Im Jahre 1360 verkaufte Procek von Schenkenberg eine Hälfte des Dorfes an Jimram von Jakubov, Friedrich von Želetava und Roško von Bor, die ein Jahr später auch die andere Hälfte von Markwart von Schenkenberg erwarben. im Jahre 1365 wurde der Ort als Mylleschicz bezeichnet. Markgraf Jobst von Mähren erteilte dem Dorf vor 1403 das Heimfallrecht. Später verkaufte er die Burg Schenkenberg mit allem Zubehör erblich an Přech von Kojetice. 1406 wurde das Dorf als Mylyczicz bezeichnet. Während der Hussitenkriege wurde das Dorf mehrmals verwüstet. Im Böhmisch-ungarischen Krieg zwischen König Georg von Podiebrad und Gegenkönig Matthias Corvinus wurden sowohl die Burg Schenkenberg als auch das Dorf Milíčovice zerstört. Das wüste Dorf wurde der Herrschaft Joslowitz zugeschlagen. In der Mitte des 16. Jahrhunderts wurde Miličowic mit Siedlern aus Niederösterreich neu angelegt. Die neue Siedlung entstand einen Kilometer südlich der alten Wüstung. Im Jahre 1548 verkauften die Nachlassverwalter des Georg Kuna von Kunstadt das wüste Dorf an dem Prager Oberstburggrafen Wolf Kraiger von Kraigk. Dieser erwarb 1552 auch die Herrschaft Frain und schlug die Wüstung derselben zu. Im Jahre 1558 wurde das Dorf als Milesowic und zum Ende des 16. Jahrhunderts als Mülschütz bezeichnet. Nachfolgende Besitzer waren ab 1558 Peter Čertoregský von Čertoreg und ab 1570 die Herren von Dietrichstein. Nach anderen Quellen soll das Dorf bis 1600 zur Burg Neuhäusel gehört haben und dann durch die Herren von Eitzing an den Besitzer der Herrschaft Frain, Sigmund von Dietrichstein, verkauft worden sein. Im Jahre 1601 erwarb Hans Wolfarth Strein von Schwarzenau die Herrschaft, ihm folgte 1618 Wolf Dietrich von Althann. Dessen Besitzungen wurden wegen seiner Beteiligung am Ständeaufstand nach der Schlacht am Weißen Berg konfisziert. Ab 1629 gehörte die Herrschaft Johann Ernst von Scherfenberg und ab 1665 den Grafen Starhemberg. 1680 erwarb Reichsgraf Michael Johann von Althann die Herrschaft Frain. Im Jahre 1720 wurde das Dorf als Milischitz bezeichnet, seit 1751 wurde die Namensform Milleschitz verwendet. Das älteste Ortssiegel stammt von 1749, es trägt die Umschrift „ALTHAIM. D. MILISCHICZ“. In den Jahren 1760 bis 1762 erfolgte der Bau der Friedhofskapelle Mariä Himmelfahrt. Josef von Althann, dem die Herrschaft seit 1774 gehörte, verschuldete sich mit dem Umbau des Schlosses Frain so sehr, dass er 1793 in Konkurs ging. Daraus erwarb Joseph Hilgartner Ritter von Lilienborn die Herrschaft, er veräußerte sie 1799 an Stanislaw Graf Mniszek. Im Jahre 1793 hatte das Dorf 301 Einwohner. Während der Napoleonischen Kriege wurden in den Jahren 1805 und 1809 in Milleschitz französische Soldaten einquartiert.
Im Jahre 1834 bestand das an der Handelsstraße von Znaim nach Jamnitz gelegene Dorf Milleschitz bzw. Mljčowice, früher auch Miljčowice genannt, aus 64 Häusern mit 314 überwiegend deutschsprachigen Einwohnern. Im Ort gab es eine Schule, eine Kapelle und ein Gasthaus. Pfarrort war Luggau. Bis zur Mitte des 19. Jahrhunderts blieb Milleschitz der Allodialherrschaft Frain samt der Burg Neuhäusel untertänig. Amtsort war der Markt Frain.
Nach der Aufhebung der Patrimonialherrschaften bildete Milleschitz / Mlíčovice ab 1849 eine Gemeinde im Gerichtsbezirk Frain. 1860 wurde die Kapelle zur Filialkirche erweitert. Nach der Einrichtung der Postlinie von Vöttau nach Znaim  diente das Wirtshaus ab 1860 als Einkehrgasthaus. Während des Deutschen Krieges erfolgte 1866 die Einquartierung preußischer Soldaten. 1868 wurde das Dorf Teil des Bezirkes Znaim. Anlässlich des 50-jährigen Regierungsjubiläum von Kaiser Franz Joseph I. wurde 1898 der Kaiserwald gepflanzt. Im Jahre 1900 gründeten die Gemeinden Oberfröschau, Luggau, Milleschitz, Edenthurn, Liliendorf und Zaisa eine gemeinschaftliche Spar- und Darlehenskasse mit Sitz in Oberfröschau. 1901 erfolgte der Bau der Straße zum Bahnhof Wolframitzkirchen. 1908 wurde ein neues Schulhaus errichtet. Im Jahre 1910 lebten in den 76 Häusern von Milleschitz 307 Personen, davon waren 302 deutschsprachig.
Nach dem Ersten Weltkrieg zerfiel der Vielvölkerstaat Österreich-Ungarn, Milleschitz wurde 1918 Teil der neu gebildeten Tschechoslowakischen Republik. Die deutsche Schule wurde danach durch eine tschechische Minderheitenschule mit zehn Schülern ersetzt; die 30 deutschen Kinder wurden zunächst nach Oberfröschau umgeschult und erhielten ab 1921 Privatunterricht. Die Gemeinden Oberfröschau, Luggau, Milleschitz, Edenthurn, Liliendorf und Zaisa gründeten 1924 auch gemeinsam eine Molkereigenossenschaft.  Ab 1929 wurde das Dorf elektrifiziert. Beim Zensus von 1930 bestand Milleschitz aus 78 Häusern und hatte 319 Einwohner, darunter 207 Deutsche. 1937 entstand in Milleschitz aus Spenden des Deutschen Kulturverbands eine Privat-Kulturverbandsschule. Nach dem Münchner Abkommen wurde das Dorf 1938 von deutschen Truppen besetzt und dem deutschen Landkreis Znaim zugeordnet. Danach wurde die ursprüngliche Schule wieder für den Unterricht genutzt, während dessen das Gebäude der Kulturverbandsschule als Kindergarten genutzt wurde. Im 1939 wurde Milleschitz ach Oberfröschau eingemeindet. Nach dem Ende des Zweiten Weltkrieges kam Milíčovice zur Tschechoslowakei zurück und bildete wieder eine Gemeinde im Okres Znojmo. Im Juni 1945 wurden die deutschen Bewohner aus Milíčovice vertrieben.

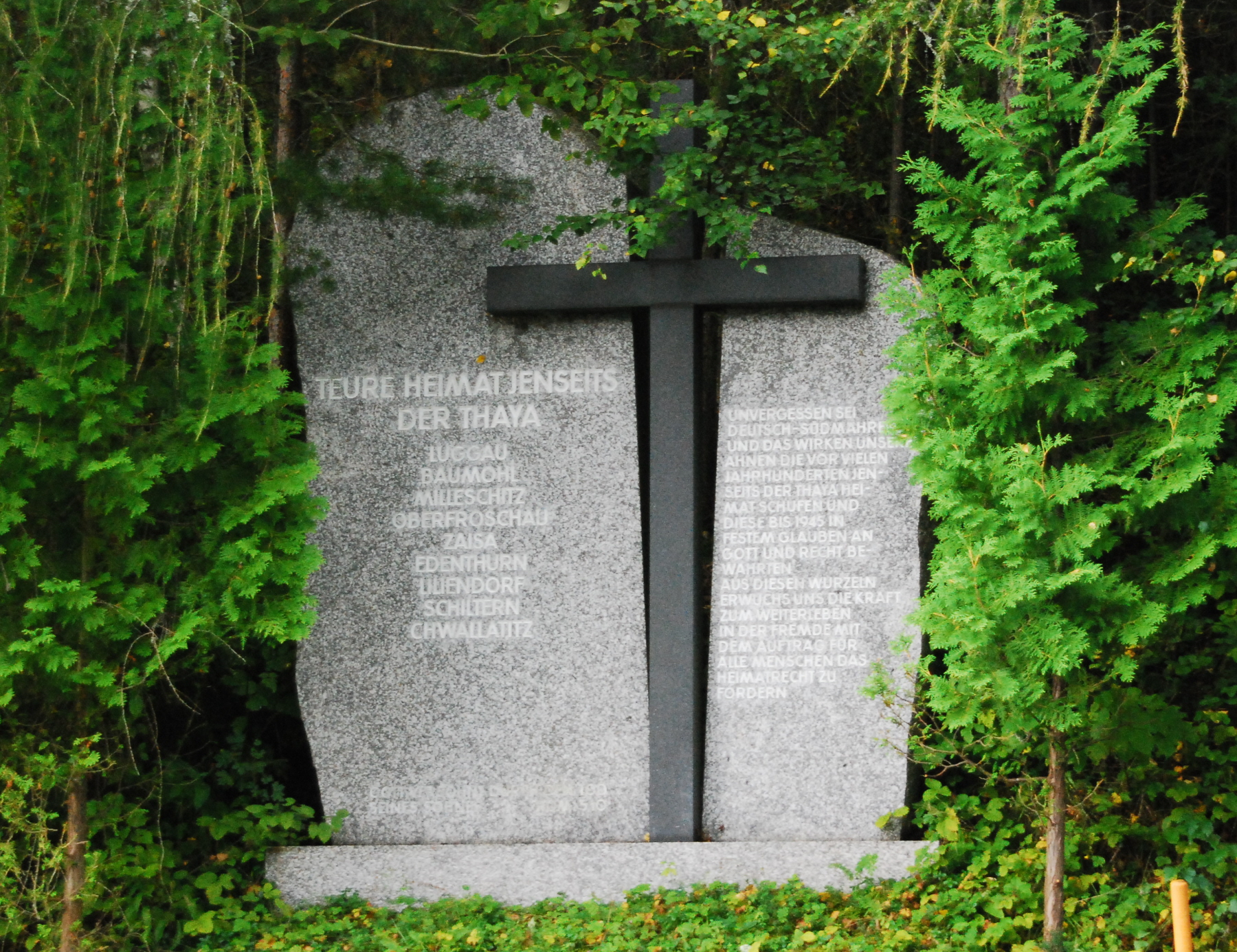
Gedenkstein der Heimatvertriebenen in Hardegg

Zum Gedenken an die Vertreibung der deutschen Bevölkerung nach dem Zweiten Weltkrieg wurde in Hardegg ein Gedenkstein errichtet. Im Jahre 1961 lebten in Milíčovice 265 Personen.

## Sehenswürdigkeiten
- Kirche Mariä Himmelfahrt, sie wurde 1760 bis 1762 als Friedhofskapelle erbaut und nach dem Umbau von 1860 zur Filialkirche erhoben
- Wegekapelle an der Straße nach Citonice, errichtet zum Ende des 18. Jahrhunderts
- Glockenturm auf dem Dorfanger, erbaut 1747
- Ehemalige Ausspanne an der Znaimer Straße
- Gehöfte in Volksbauweise

## Söhne und Töchter der Gemeinde
- Rudolf Ströbinger (1931–2005), Journalist, Publizist und Autor